# Liste von Sprengstoffanschlägen im Jahr 1990
Die Liste von Sprengstoffanschlägen im Jahr 1990 erfasst Anschläge mit Sprengladungen und anderen Spreng- und Brandvorrichtungen gegen Einrichtungen und Ansammlungen von Menschen, die im Jahr 1990 passierten. Zu den Formen zählen unter anderem Auto- und Rucksackbomben. Siehe auch Liste von Anschlägen auf Verkehrsflugzeuge.

## Liste
| Datum         | Ereignis                                                                             | Ort                    | Staat                  | Tote | Verletzte | Anmerkung, Quellen |
| ------------- | ------------------------------------------------------------------------------------ | ---------------------- | ---------------------- | ---- | --------- | ------------------ |
| 31. Jan. 1990 | Anschlag mit Autobombe auf Medienagentur                                             | Kabul                  | Afghanistan            | 6    | 122       | [ 1 ]              |
| 3. Feb. 1990  | Sprengstoffanschlag auf Bürogebäude                                                  | Essen                  | Deutschland            | 0    | 3         | [ 2 ]              |
| 6. Feb. 1990  | Sprengstoffanschlag auf Kino                                                         | Haldwani-Kathgodam     | Indien                 | 5    | 36        | [ 3 ]              |
| 7. März 1990  | Anschlag mit Schusswaffen und Sprengstoff auf Markt                                  | Abohar                 | Indien                 | 20   | 30        | [ 4 ]              |
| 23. März 1990 | Anschlag mit Autobombe auf Wirtschaftsministerium                                    | Lima                   | Peru                   | 1    | 25        | [ 5 ]              |
| 2. Apr. 1990  | Sprengstoffanschlag auf Polizeitrainingszentrum                                      | La Libertad            | El Salvador            | 6    | 27        | [ 6 ]              |
| 3. Apr. 1990  | Sprengstoffanschlag auf Hindu-Prozession                                             | Batala                 | Indien                 | 32   | 50        | [ 7 ]              |
| 3. Apr. 1990  | Sprengstoffanschlag auf Markt                                                        | Lahore                 | Pakistan               | 4    | 22        | [ 8 ]              |
| 5. Apr. 1990  | Sprengstoffanschlag auf Bus                                                          | Panipat                | Indien                 | 14   | 22        | [ 9 ]              |
| 11. Apr. 1990 | Sprengstoffanschlag auf Zug                                                          | Mumbai                 | Indien                 | 0    | 34        | [ 10 ]             |
| 12. Apr. 1990 | Granatenangriff                                                                      | Buntharik              | Thailand               | 18   | 50        | [ 11 ]             |
| 13. Apr. 1990 | Sprengstoffanschlag auf Bus                                                          | Neu-Delhi              | Indien                 | 2    | 25        | [ 12 ]             |
| 13. Apr. 1990 | Sprengstoffanschlag auf Expresszug                                                   | Uttarakhand            | Indien                 | 12   | 42        | [ 13 ]             |
| 18. Apr. 1990 | Sprengstoffanschlag auf Schulbus                                                     | Parachinar             | Pakistan               | 3    | 28        | [ 14 ]             |
| 19. Apr. 1990 | Sprengstoffanschlag auf Bus                                                          | Pathankot              | Indien                 | 13   | 42        | [ 15 ]             |
| 30. Apr. 1990 | Sprengstoffanschlag auf Bus                                                          | Neu-Delhi              | Indien                 | 4    | 25        | [ 16 ]             |
| 3. Mai 1990   | Sprengstoffanschlag auf Wohnviertel                                                  | Quezon City            | Philippinen            | 0    | 20        | [ 17 ]             |
| 6. Mai 1990   | Sprengstoffanschlag auf Expresszug                                                   | nahe Lahore            | Pakistan               | 15   | 50        | [ 18 ]             |
| 9. Mai 1990   | Sprengstoffanschlag auf Bushaltestelle                                               | Amritsar               | Indien                 | 3    | 25        | [ 19 ]             |
| 19. Mai 1990  | Granatenangriff auf religiöse Veranstaltung                                          | Ziguinchor             | Senegal                | 2    | 50        | [ 20 ]             |
| 2. Juni 1990  | Sprengstoffanschlag                                                                  | Prag                   | Tschechoslowakei       | 0    | 20        | [ 21 ]             |
| 4. Juni 1990  | Sprengstoffanschlag auf Hindu-Tempel                                                 | Patiala                | Indien                 | 4    | 26        | [ 22 ]             |
| 10. Juni 1990 | Sprengstoffanschlag auf Bus                                                          | Barpeta                | Indien                 | 8    | 28        | [ 23 ]             |
| 10. Juni 1990 | Sprengstoffanschlag auf Militärhauptquartier                                         | London                 | Vereinigtes Königreich | 0    | 17        | [ 24 ]             |
| 6. Juli 1990  | Sprengstoffanschlag auf Bushaltestelle und Taxistand                                 | Johannesburg           | Südafrika              | 0    | 27        | [ 25 ]             |
| 8. Juli 1990  | Sprengstoffanschlag auf Gemüsemarkt                                                  | Punjab                 | Indien                 | 0    | 24        | [ 26 ]             |
| 14. Juli 1990 | Sprengstoffanschlag auf Hotel                                                        | Roodepoort             | Südafrika              | 1    | 21        | [ 27 ]             |
| 21. Juli 1990 | Sprengstoffanschlag auf Kino                                                         | Bidar                  | Indien                 | 12   | 50        | [ 28 ]             |
| 2. Aug. 1990  | Sprengstoffanschlag auf Milizgebäude                                                 | Tyros                  | Libanon                | 8    | 45        | [ 29 ]             |
| 3. Aug. 1990  | Sprengstoffanschlag auf islamische Feier                                             | Shujabad               | Pakistan               | 9    | 80        | [ 30 ]             |
| 14. Aug. 1990 | Sprengstoffanschlag auf Hindu-Festival                                               | Delhi                  | Indien                 | 4    | 20        | [ 31 ]             |
| 15. Aug. 1990 | Sprengstoffanschlag auf Hindu-Tempel                                                 | Delhi                  | Indien                 | 5    | 23        | [ 32 ]             |
| 17. Aug. 1990 | Anschlag mit Autobombe auf Polizeistation                                            | Burgos                 | Spanien                | 0    | 20        | [ 33 ]             |
| 18. Aug. 1990 | Sprengstoffanschlag auf Kino                                                         | Uttar Pradesh          | Indien                 | 2    | 45        | [ 34 ]             |
| 30. Aug. 1990 | Sprengstoffanschlag auf Markt                                                        | Punjab                 | Pakistan               | 0    | 25        | [ 35 ]             |
| 30. Aug. 1990 | Sprengstoffanschlag auf Markt                                                        | Faisalabad             | Pakistan               | 3    | 26        | [ 36 ]             |
| 4. Sep. 1990  | Sprengstoffanschlag auf Bus                                                          | Assam                  | Indien                 | 20   | 36        | [ 37 ]             |
| 5. Sep. 1990  | Sprengstoffanschlag auf Polizeistation                                               | Loughgall              | Vereinigtes Königreich | 0    | 7         | [ 38 ]             |
| 26. Sep. 1990 | Anschlag mit Schusswaffen und Sprengstoff auf Polizeistation                         | San Martín             | Peru                   | 3    | 20        | [ 39 ]             |
| 29. Sep. 1990 | Sprengstoffanschlag auf Fahrzeug                                                     | Castlederg             | Vereinigtes Königreich | 0    | 1         | [ 40 ]             |
| 11. Okt. 1990 | Sprengstoffanschlag auf Diskothek                                                    | Santiago de Compostela | Spanien                | 3    | 40        | [ 41 ]             |
| 15. Okt. 1990 | Anschlag mit Landmine auf Militär-Lkw                                                | Lima                   | Peru                   | 20   | 0         | [ 42 ]             |
| 24. Okt. 1990 | Anschlag mit Autobombe auf Kontrollpunkt                                             | Newry                  | Vereinigtes Königreich | 1    | 10        | [ 43 ]             |
| 24. Okt. 1990 | Anschlag mit Autobombe auf Kontrollpunkt                                             | Derry                  | Vereinigtes Königreich | 5    | 16        | [ 44 ]             |
| 12. Nov. 1990 | Anschlag mit Landmine auf Polizeifahrzeug                                            | Armagh                 | Vereinigtes Königreich | 0    | 2         | [ 45 ]             |
| 5. Dez. 1990  | Anschlag mit Schusswaffen und Sprengstoff auf Parteitreffen und religiöse Kundgebung | Port-au-Prince         | Haiti                  | 12   | 104       | [ 46 ] [ 47 ]      |
| 27. Dez. 1990 | Sprengstoffanschlag auf Polizeistation                                               | Belfast                | Vereinigtes Königreich | 0    | 2         | [ 48 ]             |